# TAG Farnborough Airport Ltd
TAG Farnborough Airport Ltd est une compagnie d'aviation britannique créée en 1997.
Elle opère plusieurs jets privés. L'aéroport principal à partir duquel elle opère est Farnborough Airport (en) au Royaume-Uni.